# La flor
La flor és una pel·lícula multi-gènere argentina de 2018 escrita i dirigida per Mariano Llinás. La mateixa és protagonitzada per un repartiment coral compost per Pilar Gamboa, Elisa Carricajo, Laura Paredes i Valeria Correa. Amb una durada de 808 minuts excloent intermissions,
és una de les pel·lícules més llargues de la història i la més llarga del cinema argentí.
La pel·lícula va tenir el seu primer cop d'ull inicial al Festival Internacional de Cinema de Mar del Plata 2016 on va ser projectada de manera especial. Però és en el BAFICI (Festival de Cinema Independent de Buenos Aires) on la pel·lícula va oficialitzar la seva estrena mundial en la secció oficial per a pel·lícules internacionals. La cinta va aconseguir coronar-se com la millor pel·lícula de la 20° edició del festival, a més d'aconseguir un premi ex aequo per als seus quatre protagonistes.

## Argument
La Flor es divideix en sis episodis separats, connectats només per una aparició a la pantalla de Llinás que explica l'estructura de la pel·lícula. Els quatre primers episodis tenen l'inici d'un història però acaba in medias res (llatí clàssic: "enmig de les coses"). El cinquè episodi és l'únic que va de principi a fi, i l'últim episodi és només la conclusió d'una història.
El primer episodi està rodat com una pel·lícula B, on un grup d'investigadors es troben amb una mòmia i la seva maledicció sobrenatural. El segon episodi té dues trames paral·leles. Un segueix una parella que s'ha trencat mentre es reuneixen per gravar una cançó junts, i l'altre és un misteri sobre una societat secreta que formula una poció per la vida eterna utilitzant un escorpí suposadament extingit. El tercer episodi tracta sobre un grup d'espies, amb flash-back amplis que descriuen cadascuna de les seves històries.
El quart episodi utilitza una metanarrativa experimental en què les quatre actrius principals interpreten actrius que es tornen contra el seu director i la seva elaborada estructura narrativa. Després que el director desapareix, un investigador desenvolupa una teoria sobre les actrius després de llegir la traducció d'Arthur Machen de les memòries de Casanova. El cinquè episodi és un remake en blanc i negre, en gran part silenciós, de la Partie de campagne de Jean Renoir. El sisè episodi s'explica a través del diari d'una dona anglesa que vivia a les Amèriques durant el segle xix. Ella i tres dones més abandonen el desert després d'haver estat mantingudes captives durant molts anys.

## Repartiment
- Pilar Gamboa com Victoria / Daniela 'La Niña Cruz'.
- Elisa Carricajo com Marcela / Isabela.
- Laura Paredes com Lucía / Flavia.
- Valeria Correa com Yanina / Andrea Nigro.
- Eugenia Alonso com la madre de Yanina.
- Germán de Silva com Giardina.
- Héctor Díaz com Ricky.

## Premis i nominacions
| Festival                                                  | Data d'esdeveniment          | Categoria                           | Premi              |       |
| --------------------------------------------------------- | ---------------------------- | ----------------------------------- | ------------------ | ----- |
| Festival de Mar del Plata                                 | 18 al 27 de novembre de 2016 | Projecció especial La Flor - Part 1 | Només participació | [ 2 ] |
| Buenos Aires Festival Internacional de Cinema Independent | 11 al 22 d'abril de 2018     | Competència Internacional           | Guanyador          | [ 3 ] |
| Buenos Aires Festival Internacional de Cinema Independent | 11 al 22 d'abril de 2018     | Millor actriu (ex aequo)            | Guanyador          | [ 3 ] |
| Festival de Locarno                                       | 1 al 11 d’agost de 2018      | Menció especial                     | Guanyador          | [ 5 ] |
| Festival de Nova York                                     | 16 al 18 d'agost de 2018     | Secció principal                    | Només participació | [ 6 ] |
| Festival de Toronto                                       | 6 al 16 de setembre de 2018  | Llargmetratges Wavelenghts          | Només participació | [ 7 ] |